# Сурков, Сергей
Сергей Сурков, (родился в 1979 году в Москве) — профессиональный бальный танцор, специализирущийся на латиноамериканской программе.
Его партнёрша — Мельницка Агнешка, известная под псевдонимом Меля (Melia).

## Карьера
В 1997 году выиграл турнир Russian Open среди молодёжи. В 2001 году переехал в Англию, где начал тренироваться с Агнешкой.
В 2005 году пара перешла из любителей в профессионалы.
Сергей и Агнешка долгое время выступали за Польшу, но в начале 2009 года перешли в Российский танцевальный союз, где завоевали титул чемпионов России по латиноамериканской программе, который подтвердили и в 2010 году.
На данный момент пара занимает 3-е место в мире по латиноамериканской программе по версии WDC.

## Фотогалерея

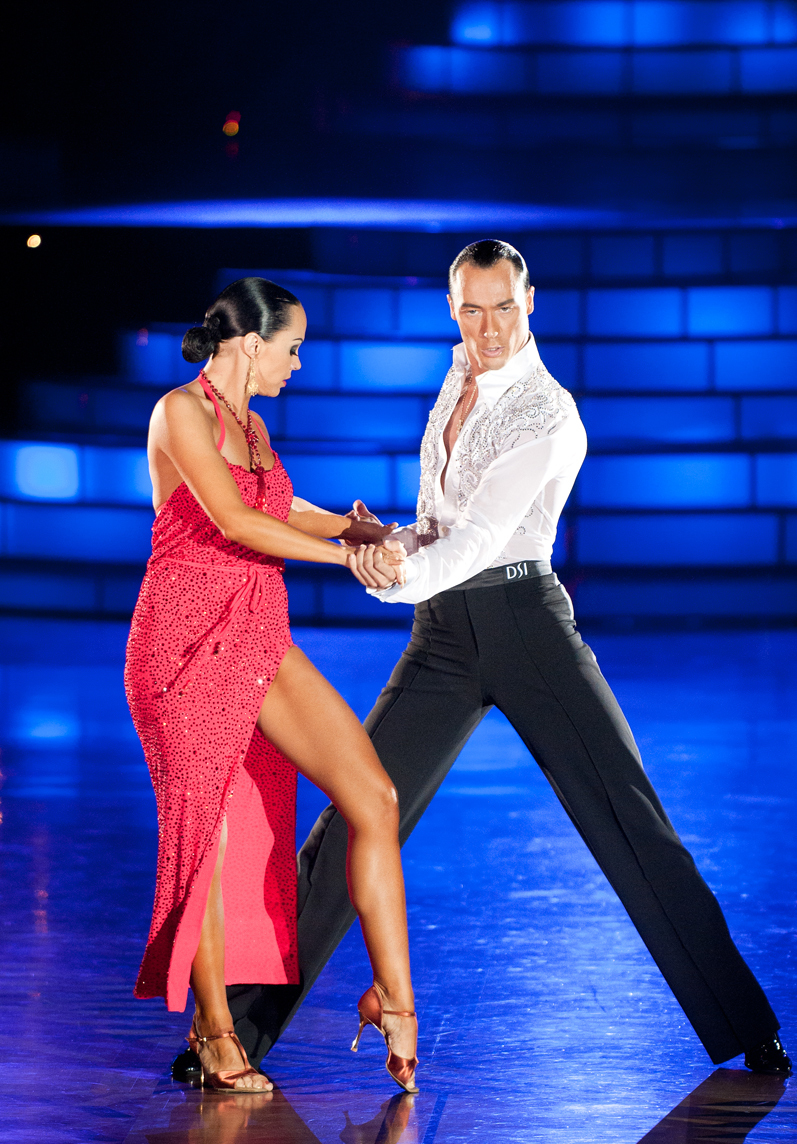
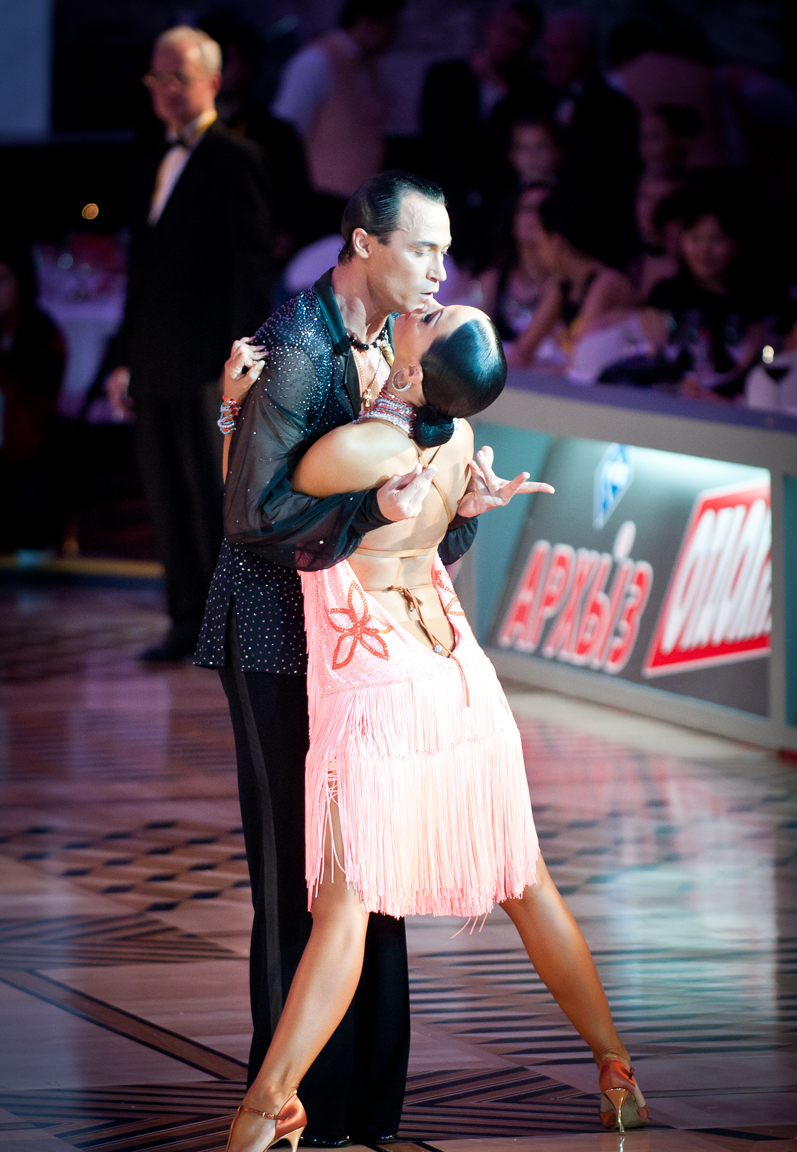
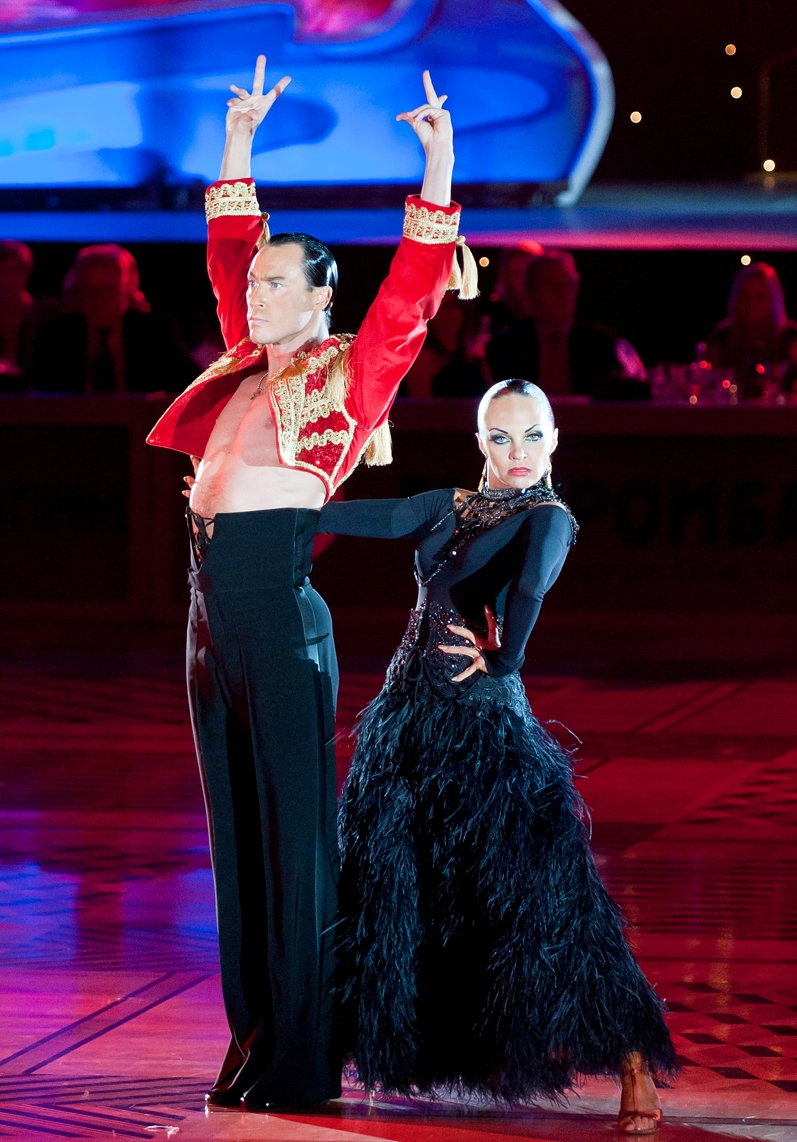
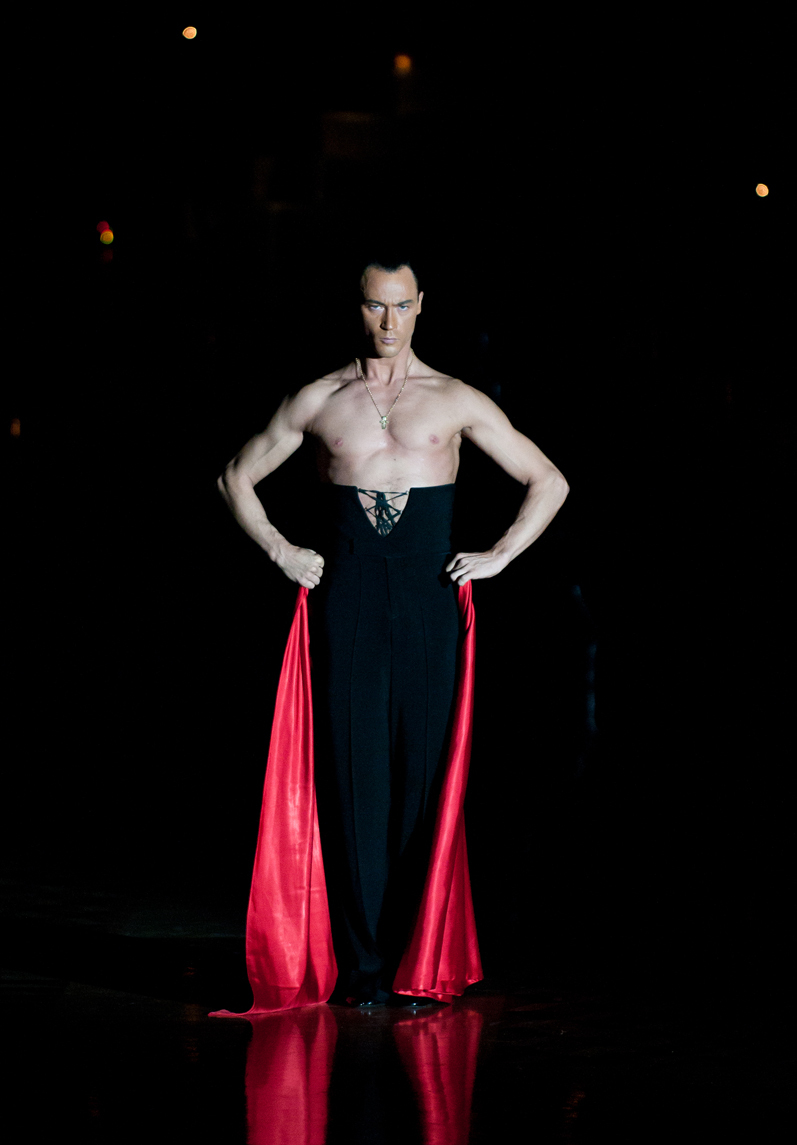